# Comité olympique néerlandais
Le Comité olympique néerlandais (en néerlandais : Nederlands Olympisch Comité ou NOC), est le comité olympique officiel des Pays-Bas. De code CIO NED, il fut créé en 1912 avec l'aide du secrétaire général de la Fédération néerlandaise de football, Cornelis Hirschman, et reconnu la même année. Son président est actuellement André Bolhuis et son secrétaire général Gerard Dielessen. Son siège est situé à l'adresse au P.O. Box 302, Papendallaan 60, 6800 AH Arnhem.